# Fabula cothurnata
La fabula cothurnata és el nom utilitzat en la literatura llatina per la tragèdia d'argument grec que tenien com a models principals a Èsquil, Sòfocles i Eurípides, en oposició a la fabula praetexta , que és la tragèdia d'argument romà. Aquesta fabula rep aquest nom perquè els actors utilitzaven els coturns(antic calçat amb la sola alta subjectat amb cintes de cuir).

## Definició
Diomedes dona la següent definició: els personatges eren d'alt rang, tenien dificultats de la fortuna, els desenllaços normalment eren infeliços, tenia un estil elevat i l'argument es basava en el mite o en la història.

## Característiques
Utilització dels coturns: els coturns eren unes sabates altes de sola de suro i cordons de cuir que s'utilitzaven per donar altura a l'autor per tal de fer-ho més gran i a la vegada poder sobresortir de cara al públic. El tema de l'obra era grega. La vestimenta i l'ambientació eren gregues. Els personatges rebien noms grecs. Las obres eren adaptacions llatines de tragèdies gregues. Tenien com a models principals Èsquil, Sòfocles i Eurípides. Tendien al melodramàtic i l'espectacularitat. La música va tenir molta importància. Es va crear un estil tràgic, grandiloqüent que estava caracteritzat pels arcaismes, neologismes, manlleus al grec, llenguatges especialitzats, retòrica. Les adaptacions solien ser lliures i amb contaminatio freqüent.

## Autors i obres
Livi Andrònic (Tàrent al 284 aC-204 aC a Roma) A Roma va ser esclau d'un membre de la Gens Lívia, concretament de Marc Livi Salinàtor. Es va dedicar a l'ensenyament de les llengües grega i llatina, però només consta que compongués textos en llatí. És el primer poeta llatí conegut. Es coneixen vuit títols de les seves tragèdies: 
- Cicle troià: Achilles, Aegistus, Aiax Mastigophorus, Hermiona i Equos Troianus.
- Model de Sòfocles: Aiax Mastigophorus i Tereus.
- Mite de Perseu: Danae i Andromeda,

Gneu Nevi (Campània cap a l'any 275 aC o 265 aC - 202 aC) Se sap que va combatre a la Primera Guerra Púnica (264 aC a 240 aC). Va començar la seva carrera amb drames i el primer el va representar a Roma potser el 235 aC, segons Aulus Gel·li. Es coneixen entre 30 i 40 títols de comèdies, moltes de les quals semblen adaptades del grec. Després, va escriure també poesia èpica. Se'n conserven sis títols: Danae, Equos Troianus, Lucurgus, Andromacha, Iphigenia, Hector Proficiscens.
Quint Enni (Rudiae, 239 aC- 169 aC) un poeta i dramaturg romà conegut sobretot pels Annals. Va viure durant l'època de la República Romana, i la seva obra abraça l'èpica, la tragèdia i la comèdia. A més a més, introduí la poesia didàctica, l'encomi i la sàtira a la poesia llatina. En la tragèdia, Enni es pot comparar amb els seus predecessors llatins. Continua el sistema de la bipartició del vers i aplica determinats esquemes de l'al·literació. Se'n conserven vint títols: Achilles, Aiax, Alcmeo, Alexander, Andromacha, Andromeda, Athamas, Cresphontes, Erectheus, Eumides, Hectoris Lytra, Hecuba, Iphigenia, Medea, Melanippa, Nemea, Phoenix, Telamo, Telephus, Thyestes.
Marc Pacuvi (Brundusium, circa 220 aC - 130 aC), que va ser un poeta tràgic romà. Té un nom gentilici osc i Enni era oncle seu. Va treballar a Roma a partir del 200 aC com a pintor i com a poeta, la primera doble vocació d'aquest tipus que tenim notícia a Roma; per aquesta raó en la seva producció literària es limita a la tragèdia i a les praetextae. La praetexta Paullus fa pensar que podia tenir un tracte o coneixença amb el vencedor de la batalla de Pidna, Luci Emili Paulus Macedònic. A partir de Ciceró s'argüeix que Pacuvi tenia relacions amb el cercle dels Escipions. Es conserven tretze títols de tragèdies de tema grec: Chryses, Dulorestes, Medus, Periboea, Teucer, Antiopa, Atalanta, Hermiona, Iliona, Niptra, Armorum iudicium, Pentheus, Protesilao.
Luci Acci (170 aC- ?) va ser un poeta, gramàtic i crític literari. Tenia com a models, els tràgics grecs en especial Eurípides i potser també l'èpica grega. Amb ell va triomfar el retoricisme.S'han conservat 45 títols: 
- Cicle troià: com per exemple Achilles i Hecuba
- Cicle lacedemoni: com per exemple Atreus, Aegisthus, Clytemnestra
- Cicle tebà: com per exemple Antigona, Epigoni
- Altres cicles: com per exemple Alcestis, Medea.

Luci Anneu Sèneca (Còrdova, 4 aC - Roma, 65) va ser un autor molt prolífic. No només va escriure obres teatrals sinó que es conserva la seva producció filosòfica. Les seves tragèdies més conegudes són La bogeria d'Hèrcules (Hercules Furens), Les dones troianes (Troades), Les dones fenícies (Phoenissae), Medea (Medea), Fedra (Phaedra), Agamèmnon (Agamemnon), Èdip (Oedipus).